# St. David’s Day
Der St. David’s Day (englisch) bzw. Dydd Gŵyl Dewi (walisisch) ist der walisische Nationalfeiertag. Er wird am 1. März zu Ehren des walisischen Schutzpatrons, des heiligen David, begangen.

## Ursprung
Der Heilige David wurde 512 als zweiter Sohn des Königs Gwyddno von Cunedda geboren. David war ein Prediger und verbreitete den christlichen Glauben unter den Kelten. Er unternahm Pilgerreisen und wurde schließlich in Jerusalem zum Bischof geweiht. In Glyn Rhosyn gründete er ein Kloster mit strengen Klosterregeln, die zu Arbeit und Enthaltsamkeit anhielten.
David starb 587 als Bischof von Menevia. 1120 wurde er heiliggesprochen. Er gilt als Symbolfigur des walisischen Widerstandes gegen die Angelsachsen.

## Bräuche
Da der St. David’s Day kein gesetzlicher Feiertag ist, haben die Waliser am 1. März nicht arbeitsfrei. In den walisischen Schulen findet statt des Unterrichts jedoch ein Musik- und Literaturfest (walisisch: Eisteddfod) statt.
Außerdem ziehen Paraden durch die Städte und Gemeinden von Wales. Die größte Parade, bei der der Prince of Wales anwesend ist, findet in der walisischen Hauptstadt Cardiff statt. In den Kneipen wird der Nationalfeiertag häufig mit Live-Konzerten begangen.
Die Waliser kleiden sich am Ehrentag des Heiligen in traditionelle Tracht und schmücken sich mit den Nationalemblemen Lauch und Narzisse. Der Lauch ist ein Symbol des Heiligen David, der den Walisern vor einer Schlacht gegen die Angelsachsen empfahl, sich Lauch an die Helme zu stecken, um die eigenen Soldaten leichter zu erkennen. Die Narzisse wiederum symbolisiert den Frühling, der mit dem St. David’s Day eingeläutet wird.